# NGC 6869
NGC 6869 (другие обозначения — PGC 63972, UGC 11506, MCG 11-24-4, ZWG 324.6) — линзообразная галактика (S0) в созвездии Дракон.
Этот объект входит в число перечисленных в оригинальной редакции «Нового общего каталога».